# Andreas Vesalius

sprekend wapenschild met drie wezels.

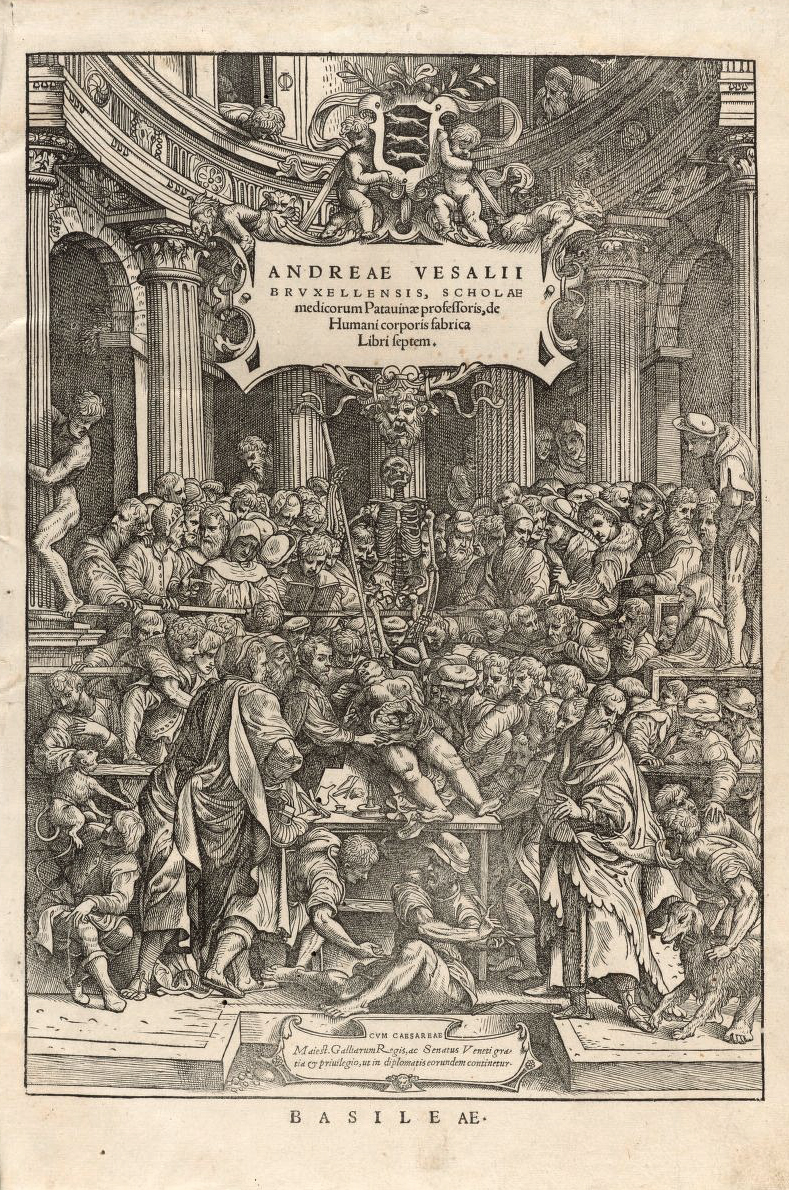
Het voorblad van De humani corporis fabrica toont Vesalius bij een dissectie. Bovenaan staat zijn wapenschild afgebeeld.

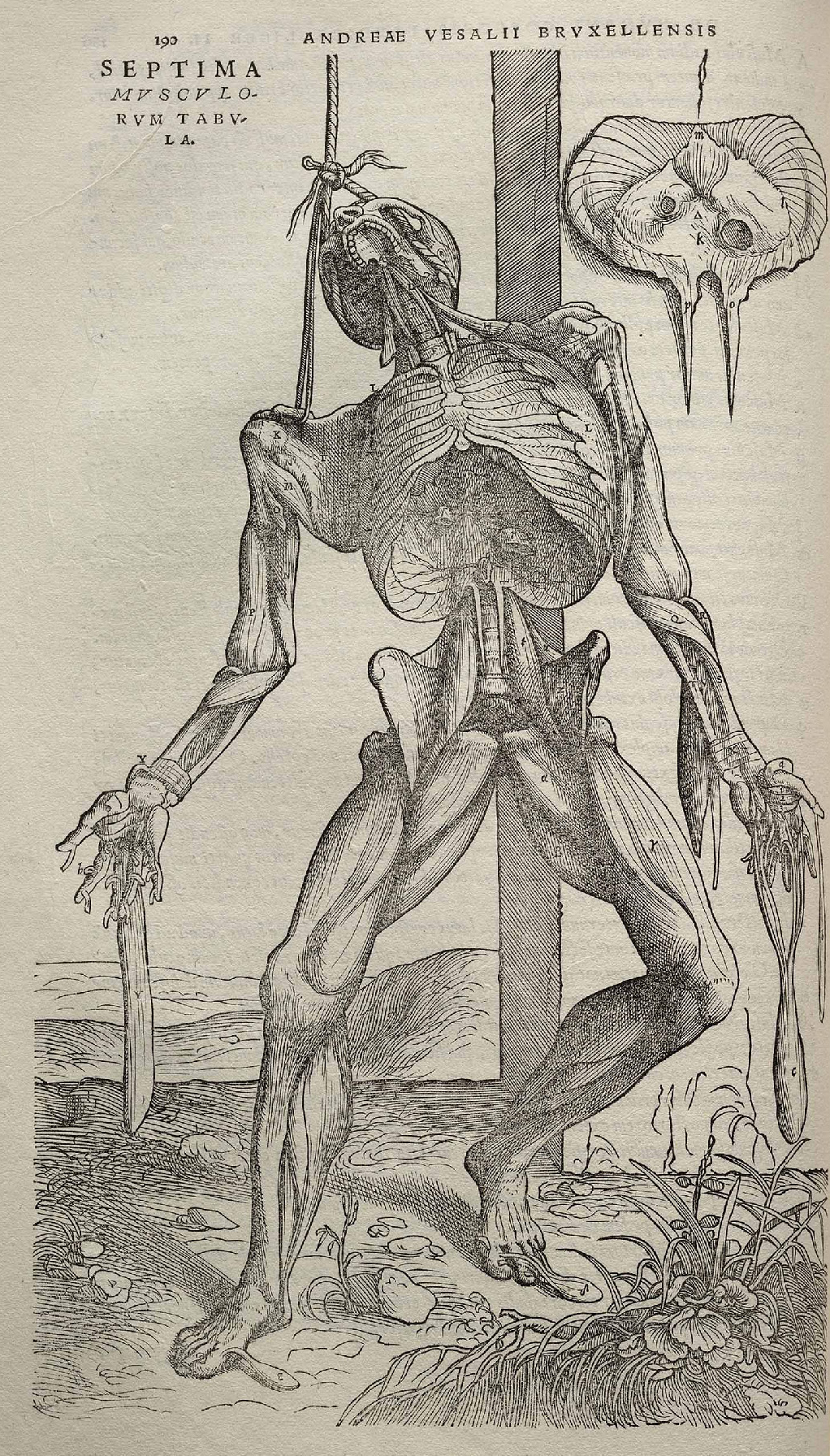
7e houtsnede van Vesalius

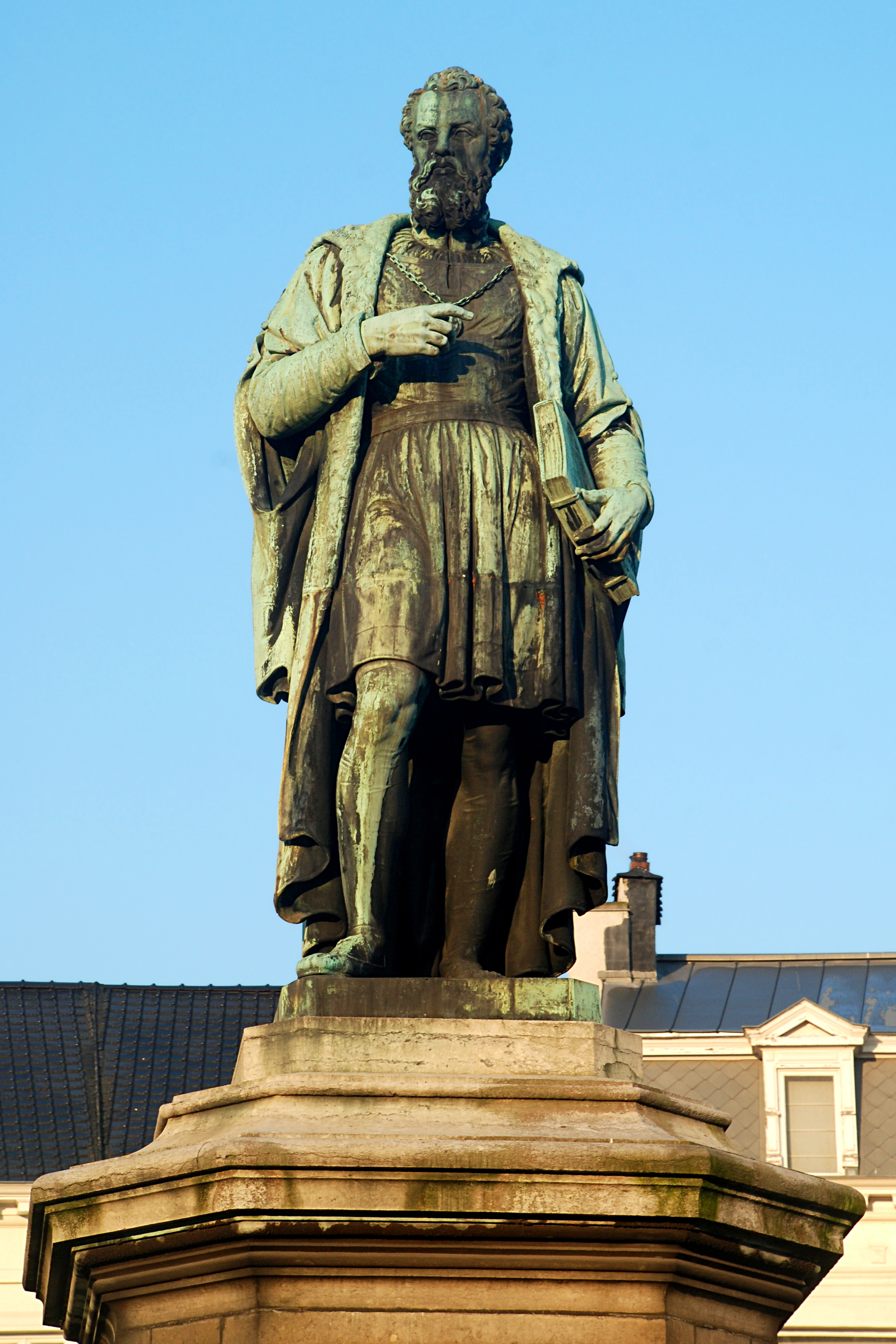
Standbeeld van Vesalius op het Brusselse Barricadenplein (Jozef Geefs, 1847)

Andreas Vesalius (gelatiniseerde naam van Andries van Wesele) (Brussel, 31 december 1514 – Zakynthos (Griekenland), 15 oktober 1564) was een Zuid-Nederlands arts en anatoom. Vesalius was een van de grondleggers van de anatomie. Hij schreef het eerste complete boek over de menselijke anatomie, De humani corporis fabrica libri septem (Zeven boeken over de bouw van het menselijk lichaam), gedrukt door Johannes Oporinus (Bazel, 1543).

## Biografie

### Vroege jeugd
De vader van Vesalius, Andries Wytinck, was apotheker in dienst van drie keizers van het Heilige Roomse Rijk: Maximilaan I, Karel V en Ferdinand I. De moeder van Vesalius was Elisabeth Crabbe. Zijn grootvader, Everard van Wesel, was ook al geneesheer in dienst van de keizer, namelijk Maximilaan I. Zijn overgrootvader Johannes was lijfarts van Karel de Stoute, hertog van Bourgondië en diens dochter Maria van Bourgondië. Andries Wytinck van Wesel(e) alias Vesalius werd op 31 december 1514 geboren en groeide op in de familiewoning in het Hellestraetken, een steil straatje dat omhoog liep van Bovendael (in de Marollen) naar de Wolstraat. In de onmiddellijke omgeving lag de Galgenberg, waar in de 19de eeuw Joseph Poelaert het Justitiepaleis zou bouwen. Vesalius zal er ongetwijfeld veel gehangenen hebben gezien.

### Studie
Vesalius kreeg een klassieke opleiding in Leuven, het Paedagogium Castri voor wijsbegeerte en rechten en het Collegium Trilingue voor Grieks en Latijn. Tijdens deze vijfjarige opleiding kreeg hij al interesse voor de anatomie. Zo zou Vesalius al op deze leeftijd bezig zijn geweest met de ontleding van kleine dieren. Toen zijn vader in 1532 werd aangesteld als Valet de Chambre van de keizer, vervolgde Vesalius zijn studie aan de Universiteit van Parijs onder Jacobus Sylvius en Johann Winter von Andernach (Guinterius). Hier bestudeerde hij de geneeskunde volgens de leer van Galenus, een Grieks/Romeinse arts uit de tweede eeuw na Christus. Dit was destijds de gangbare leer, en op de universiteiten werd feitelijk weinig anders gedaan dan het bestuderen van diens teksten, ook al spraken deze de werkelijkheid tegen. De beschrijving van Galenus werd destijds aangenomen als volstrekte waarheid, en verschillen met de waargenomen werkelijkheid werden simpelweg toegeschreven aan een beperkt waarnemingsvermogen of aan gezichtsbedrog.

### Verzet tegen Galenus
Hoewel Vesalius eerst de leer van Galenus volgde, besefte hij langzaam maar zeker dat de werkelijke waarnemingen eigenlijk belangrijker zijn dan wat er in de boeken (voornamelijk van geleerden uit de klassieke oudheid) te vinden is. Deze ontwikkeling was behoorlijk vernieuwend, en werd eigenlijk bijna nergens eerder gezien, op enkele uitzonderingen na zoals Leonardo da Vinci, van wie overigens pas na de publicatie van "Fabrica" de tekeningen ontdekt werden. Vesalius kreeg dan ook veel negatieve kritiek te verduren in deze eerste periode. In 1536 keerde hij terug naar de Zuidelijke Nederlanden vanwege de vijandelijkheden tussen Frankrijk en het Heilige Roomse Rijk, en voltooide er zijn studie onder Johann Winter von Andernach met de thesis Paraphrasis in nonum librum Rhazae medici arabis clariss. ad regem Almansorum de affectum singularum corporis partium curatione, die handelde over het negende boek van al-Razi. Op grond hiervan ontving hij in Leuven begin 1537 het baccalaureaat in de Geneeskunde. Hij doceerde korte tijd anatomie in het openbaar.

### Padua
Na een onenigheid met zijn hoogleraar in Leuven vertrok Vesalius naar Padua, waar de renaissance al verder was doorgedrongen en de stand van de geneeskunde hoger was dan die in de Nederlanden. Hij promoveerde daar op 5 december 1537 tot doctor in de Geneeskunde en de Senaat van de republiek Venetië benoemde hem nog datzelfde jaar tot hoogleraar anatomie en chirurgie.
Deze positie bood hem meer ruimte dan bij de andere universiteiten, omdat hij ook in de gelegenheid werd gesteld om anatomisch onderzoek te doen aan de lichamen van ter dood veroordeelden. Maar Vesalius was nog niet geheel overtuigd van het ongelijk van Galenus, en in 1538 publiceerde hij nog een werk dat grotendeels gebaseerd was op diens leer. Langzaam maar zeker raakte hij daar echter wel van overtuigd en bracht dat ook tot uitdrukking in zijn werken. In 1543 bracht hij zo de "De humani corporis fabrica libri septem" uit, een boek met gedetailleerde tekeningen van Italiaanse kunstenaars, onder wie Jan van Kalkar. In de tweede druk van de Fabrica beschreef Vesalius zelfs een tweehonderdtal fouten van Galenus en toonde hij aan dat deze zich had gebaseerd op de sectie van dieren en niet van mensen. In hetzelfde jaar voerde hij in Bazel een publieke sectie uit op het lichaam van de terechtgestelde misdadiger Jakob Karrer von Gebweiler en prepareerde hij diens beenderen tot een anatomisch skelet, dat hij aan de universiteit van Bazel schonk. Het is wereldwijd het oudst bewaard gebleven anatomische preparaat en bevindt zich nog steeds in het bezit van de universiteit.
Naast de sectie op overleden mensen deed Vesalius ook sectie op dode dieren ter vergelijking en ook vivisectie op dieren. Hierbij werden dieren vastgebonden, en terwijl zij nog leefden werd op hen sectie verricht. Op deze wijze vond hij onder meer dat het doorsnijden van het ruggenmerg verlammingsverschijnselen met zich meebracht en dat het doorsnijden van bepaalde zenuwen verstomming veroorzaakte, een daarna veel gebruikte methode om het geschreeuw van de onverdoofde verminkte dieren te voorkomen.
Na zijn tijd in Padua was Vesalius nog gasthoogleraar aan de universiteit van Pisa en deze van Bologna.

### De Humani Corporis Fabrica
De volledige titel van de "Fabrica" was "De humani corporis fabrica libri septem". Dit wil zeggen dat het om een zevendelig werk ging. In het eerste deel behandelt Vesalius het skelet. Alle bekende botten worden gedetailleerd weergegeven. Het eerste deel eindigt met drie over de hele lengte van het blad weergegeven skeletten in verschillende poses. Zo is er een skelet opgehangen aan een galg en staat er een tegen een bureau geleund terwijl het anatomie studeert. Het tweede werk behandelt de spieren. De kunstige 'spiermannen' in idealistische landschappen waren voor die tijd revolutionair. Het derde boek gaat over aderen en slagaderen. Het vierde werk gaat over het zenuwstelsel. Boek vijf behandelt de belangrijkste organen. In het zesde boek komen het hart en de longen aan bod. Het laatste boek ten slotte gaat over de hersenen. Vesalius liet voor zijn studenten een beknopte versie van de Fabrica drukken, de "Epitome". Dit werk konden ze meenemen naar hun snijtafels.
De Fabrica wordt als een meesterwerk beschouwd en is intussen wereldberoemd. De Koninklijke Bibliotheek in Brussel en de Stad Antwerpen bezitten nog steeds exemplaren van de Fabrica. Het Antwerpse is een exemplaar van de Antwerpse arts Lazarus Marcquis (1574-1647), oorspronkelijk afkomstig van Portugal, die het op 8 januari 1609 aan de bibliotheek van de Stad Antwerpen schonk.

### Spanje
Nadat de Fabrica afgerond was, kreeg Vesalius veel kritiek van de Galenus-aanhangers. Hij staakte zijn actieve academische carrière en werd de lijfarts van Keizer Karel V. Na diens abdicatie ontsloeg hij Vesalius met de rest van zijn Brusselse personeel, doch niet zonder de geneesheer op 21 april 1556 te eren met de titel Comes Palatinus, een van de hoogste onderscheidingen. Ook Karels zoon Filips II nam hem in dienst als lijfarts. Doordat Filips besliste vanuit Spanje te regeren, scheepte Vesalius mee in te Vlissingen op 23 april 1559. In Madrid kon hij echter niet aarden en kon hij geen ontledingen verrichten. Wel schreef hij er zijn laatste werk, een lange brief aan Gabriele Falloppio die door de ontvanger werd gepubliceerd (Gabrieli Fallopii Observationum Examen).
In maart 1564 vertrok Vesalius om religieuze en diplomatieke redenen naar het Heilig Land. In Sète nam hij afscheid van vrouw en kind, die naar Brabant terugkeerden. Zelf reisde hij via Venetië naar Palestina, waar hij Jeruzalem bezocht en met Bonifatius van Ragusa de vlakte van Jericho. Op de terugweg raakte zijn schip gehavend in een storm en bracht het meerdere weken op zee door zonder veel voedsel of drank. Toen het eindelijk kon aanleggen op het Griekse eiland Zakynthos, stierf Vesalius er na een plotse ziekte. Tijdgenoten hadden het vermoeden dat hij was overleden aan scheurbuik. Naar verluidt werd hij begraven in de lokale kerk Santa Maria delle Grazie. Zijn graf is nooit gevonden, wat leidde tot allerlei wilde speculaties.
Vesalius was gehuwd met Anna van Hamme, hun enig kind Anna werd geboren in 1545.

## Legende: het overlijden van een patiënt
In 1620 duikt een verzonnen dramatisch verhaal op in een biografie van Vesalius door Melchior Adam: tijdens zijn werkzaamheden als praktiserend medicus zou hem uiteindelijk het noodlot getroffen hebben. Toen hij had geconstateerd dat een van zijn patiënten, een Spaanse edelman, was overleden, kreeg hij toestemming om de dissectie van het lichaam te verrichten. Maar bij het openen van het lichaam kwam Vesalius tot de schokkende conclusie dat het hart nog klopte. Hij werd door de familie aangeklaagd voor moord op de edelman, maar verkreeg vrijstelling van de doodstraf van de koning. Het verhaal gaat dat hij als straf op pelgrimstocht naar Jeruzalem moest (dit is echter een omstreden verklaring voor de pelgrimstocht). Er is nooit enig bewijs gevonden voor deze beweringen en de brief van Hubert Languet die als bron moest dienen is vrijwel zeker vals. O'Malley haalt bovendien aan dat dit verhaaltje ook al eerder over Ambroise Paré verteld was, en dat het nog regelmatig opduikt.

## Erkenning
Vele ziekenhuizen en medische instellingen zijn naar Vesalius genoemd, waaronder het Vesalius College van de Vrije Universiteit Brussel. In de snijzaal van de Brusselse universiteit waart nog iets van de geest van Vesalius rond. Toen in 2005 De Grootste Belg werd verkozen, was Vesalius een van de 111 genomineerden. Hij eindigde bij de Nederlandstaligen op de zesde plaats en bij de Franstaligen op de negentiende plaats.